# فيرنر كاتيل
فيرنر كاتيل (بالألمانية: Werner Catel) (27 يونيو 1894 - 30 أبريل 1981)، أستاذ طب الأطفال في جامعة لايبزيغ، كان أحد ثلاثة أطباء يعتبرون خبراء في برنامج القتل الرحيم للأطفال وشاركوا في برنامج أكتيون تي4 «القتل الرحيم» للنازيين، والشخصان الآخران هما هانز هاينز وإرنست وينتزلر.

## أكتيون تي4
في أوائل عام 1939، طلب عامل مزرعة يدعى ريتشارد كريتشمار إذنًا من كاتيل بالقتل الرحيم لأحد أطفاله، والمعروف الآن باسم جيرهارد كريتشمار، الذي ولد أعمى ومشوه. أرجأ كاتيل الأمر واقترح أن يكتب الأب مباشرة إلى هتلر للحصول على إذن. بعد ذلك أرسل هتلر الدكتور كارل براندت للتشاور مع كاتيل واتخاذ قرار بشأن مسار العمل. في 25 يوليو 1939 قتل الطفل.  

## روابط خارجية
- فيرنر كاتيل على موقع مونزينجر (الألمانية)